# The Stadium Techno Experience
The Stadium Techno Experience ist das neunte Studioalbum der deutschen Techno-Band Scooter. Es wurde am 31. März 2003 veröffentlicht. Die normale Version enthält, wie fast jedes Scooter-Album 12 Titel, der gleichzeitig veröffentlichten Limited Edition liegt eine Bonus-CD mit drei Remixes der damals drei neuesten Singles bei. Außerdem enthielt der Multimedia-Part der zweiten CD einige Fotos, das unzensierte Video zur ersten Single-Auskopplung Weekend!, sowie ein Making-of.
Die Musik und Texte wurden von H.P. Baxxter, Rick J. Jordan, Jay Frog und Jens Thele geschrieben, außer dort, wo bereits existierende Lieder gecovert wurden. Das Album wurde in den Loop D.C. Studios 1 und 2 in Hamburg-Bramfeld aufgenommen und auf Scooters Eigenlabel Sheffield Tunes Communications veröffentlicht. Als Tontechniker und Mixer fungierten Rick J. Jordan und Jay Frog, die MC-Parts wurden alleine von H.P. Baxxter geschrieben, der sich für dieses Album das Alias The Chicks Terminator gab.
Das Cover wurde von Marc Schilkowski gestaltet, der sich auch fürs Design weiterer Scooter-Produktionen verantwortlich zeigt. Darauf zu sehen ist ein riesiger Verstärker, der mitten in einem vollbesetzten Stadion steht. Auf der Innenseite des Covers sitzen zwei buddhistische Mönche vor dem Verstärker, auf dem Backcover gehen die Scooter-Mitglieder an ihm vorbei. Die Fotos, die im Booklet verwendet wurden, stammen vom Berliner Team Kramer + Giogoli, das schon für viele Musikprojekte fotografierte.
In Scooters Heimatland erklomm The Stadium Techno Experience Platz sieben der Charts. In Norwegen erreichte es Platz drei, in Schweden Platz vier, in Portugal fünf. In Finnland und Österreich kam das Album auf die Plätze zwölf und 14, in den Niederlanden und der Schweiz auf 28 und 35.

## Tracklist

### CD1
1. Ignition (0:36)
2. Maria (I like it loud) (3:55)
3. Weekend! (3:32)
4. Take a Break (4:15)
5. Pulstar (4:33)
6. The Night (3:21)
7. Roll Baby Roll (3:45)
8. Level One (3:34)
9. Like Hypa Said (6:23)
10. Liquid is Liquid (4:45)
11. A Little Bit Too Fast (3:45)
12. Soul Train (5:08)

### CD2
1. Weekend! (N-Trance Mix) (6:25)
2. Nessaja (Flip & Fill Mix) (6:17)
3. The logical Song (Clubstar UK-Mix) (7:37)

## Musik
Das deutschsprachige E-Zine Laut.de bezeichnet die Musik auf diesem Album als „anspruchslosen Vocal-Techno-Schwachsinn“. Wie bei jedem Album bedienen sich Scooter der unterschiedlichsten Stile elektronischer Tanzmusik, vorwiegend Trance, sampeln und covern Lieder und lassen dazu lauten Sprechgesang von H.P. Baxxter ertönen.
Das Album beginnt mit dem Intro Ignition, in das klassische Chöre eingewebt wurden, und geht dann zum energetischen Maria (I like it loud) über, das eine Adaption vom 1997er Stück I Like It Loud des Technoproduzenten Marshall Masters, besser bekannt als Marc Acardipane, darstellt.
Weekend beinhaltet den Refrain des gleichnamigen Lieds von Earth & Fire sowie Strange World von Mike Dierickx alias Push. Der Refrain wird hochgepitcht gesungen von Scooters langjähriger Backgroundsängerin Nikk. Take A Break benutzt die Melodie aus dem Sezessionskriegslied When Johnny Comes Marching Home.
Pulstar ist ein Dream-House-Cover von Vangelis’ gleichnamigen Lied aus dem Jahr 1976. Der Refrain von The Night stammt vom gleichnamigen Hit des Italo-Disco-Projekts Valerie Dore aus dem Jahr 1984.
Roll Baby Roll benutzt ein Sample von ABBAs Arrival aus dem Jahr 1976. In späteren Versionen wurde es weggelassen. Level One ist eine Adaption des Abspann-Musikstücks des Computerspiels Turrican II für den Commodore Amiga.
Liquid Is Liquid ist ein Cover des von Eamon Downes im Jahr 1992 geschriebenen und unter dem Namen Liquid herausgebrachten Tracks.

## Singles

### Weekend!
Die Single wurde am 24. Februar 2003 veröffentlicht und erreichte Platz 2 der Media Control Charts in Deutschland. In Norwegen landete sie auf Platz drei, in Österreich und Dänemark auf Platz vier, in den Niederlanden und in Finnland auf Platz sieben, in Schweden auf Platz neun. Nicht in die Top Ten schaffte es die Single in der Schweiz und Australien, wo sie Platz 33 und 37 erreichte. Das Video ist auf dem Multimedia-Part der CD in der zensierten Fassung enthalten. Zusätzlich zu normalen Ausgabe der Maxi-CD, wurde auch eine DTS-Variante veröffentlicht.
Der dazugehörige Videoclip spielt sich auf einem ausgeleuchteten Teil Lehmbodens ab, um den herum Dunkelheit herrscht. Während Scooter ihren Song spielen, tanzen um sie herum unter anderem buddhistische und christliche Mönche, Nonnen, asiatische Kampfkünstler, barbusige Frauen, traditionelle indische Tänzerinnen sowie der Gott Ganesha. H.P. Baxxters Kostüm gemahnt an einen römischen Zenturio.

#### Tracklist
1. Weekend! – Radio Edit (3:35)
2. Weekend! – Extended (5:10)
3. Weekend! – Club Mix (6:02)
4. Curfew (4:02)

#### Tracklist (DTS-Version)
1. Weekend! – Extended (5:10)
2. Curfew (4:02)
3. Posse (I Need You On The Floor) – N-Trance Mix
4. Weekend! – DTS-Version

### The Night
Die Single ist eine Cover-Version des gleichnamigen Titels von Valerie Dore aus dem Jahr 1984 und erschien am 29. Mai 2003. Wiederum war das Video als Multimedia-Part enthalten, die CD bekam eine FSK-Freigabe ab 12 und erreichte Platz 10 der Media Control Charts in Deutschland. In Österreich schaffte sie Platz zwölf, in Schweden und Finnland Platz 14, in Dänemark Platz 15, in den Niederlanden auf Platz 26. In der Schweiz erreichte sie Platz 34, in Belgien Platz 50.

#### Tracklist
1. The Night – Radio Edit (3:24)
2. The Night – Club Mix (5:52)
3. The Night – Starsplash RMX (3:54)
4. The Night – Langehagen RMX (6:02)
5. Cordyline

Im Videoclip zu The Night wird H.P. Baxxter auf einer Rollbahre aus einem Ambulanzfahrzeug gehoben und in eine Leichenhalle voll barbusiger Frauen und Männern gefahren. Dort steht er wieder von den Toten auf und beginnt das Lied zu intonieren. Die beiden anderen Scooter-Mitglieder kommen in weiße Kittel gekleidet herbei und erwecken auch einen Mann und eine Frau zum Leben. Als ein Wachmann herbeikommt, stehen auch die anderen wieder auf. Er flüchtet und ruft per Telefon um Hilfe. Die drei Scooter-Mitglieder gehen in weißen Kitteln an ihm vorbei und treten ins Freie.

### Maria (I like it loud)
Die Single erschien am 11. August 2003. Entgegen der Album-Version spielen Scooter den Song hier mit dem Original-Komponisten des Liedes Marc Acardipane & seinem MC Dick Rules. Der Song erreichte Platz 4 der deutschen Verkaufscharts, in der Schweiz 21 und in Österreich Platz 1. Für das Video wurde ein Auftritt in einem Nachtclub inszeniert.

#### Tracklist
1. Maria (I Like It Loud) – Radio Edit (3:39)
2. Maria (I like it loud) – Clubmix (6:11)
3. Maria (I like it loud) – Extended (5:08)
4. Giant’s Causeway (3:47)